# Kiss the Boys Goodbye
Kiss the Boys Goodbye is een Amerikaanse muziekfilm uit 1941 onder regie van Victor Schertzinger. Het scenario is gebaseerd op het gelijknamige toneelstuk uit 1938 van de Amerikaanse auteur Clare Boothe Luce.

## Verhaal
Theaterproducent Bert Fisher wil een voorstelling op Broadway maken van een boek over de Amerikaanse Burgeroorlog. Hij stuurt regisseur Lloyd Lloyd en componist Dick Rayburn naar Georgia om op zoek te gaan naar een geschikte actrice. Op de plantage van Tom Rumson wonen ze de auditie bij van Cindy Lou Bethany. Lloyd vindt haar niet overtuigend, maar Rayburn is helemaal in de ban van Cindy Lou. Ze weten geen van beiden dat ze een revuedanseres is uit New York.

## Rolverdeling
| Acteur              | Personage               |
| ------------------- | ----------------------- |
| Don Ameche          | Lloyd Lloyd             |
| Mary Martin         | Cindy Lou Bethany       |
| Oscar Levant        | Dick Rayburn            |
| Virginia Dale       | Gwendolyn Abbott        |
| Barbara Jo Allen    | Myra Stanhope           |
| Raymond Walburn     | Top Rumson              |
| Elizabeth Patterson | Lily Lou Bethany        |
| Jerome Cowan        | Bert Fisher             |
| Connee Boswell      | Polly                   |
| Eddie Anderson      | George                  |
| John Scott Trotter  | John Scott Trotter      |
| Minor Watson        | Jefferson Davis Bethany |
| Harry Barris        | Publiciteitsagent       |
| George Reed         | George                  |
| Thelma Long         | Cleo                    |
| Alice Ludes         | The Music Maids         |
| Dottie Messmer      | The Music Maids         |
| Denny Wilson        | The Music Maids         |
| Virginia Erwin      | The Music Maids         |
| Bobbie Canvin       | The Music Maids         |